# Nombre quantique principal

Modèle de Bohr illustrant les niveaux d'énergie d'un atome.

En mécanique quantique, le nombre quantique principal, noté n, est l'un des quatre nombres quantiques décrivant l'état quantique des électrons dans les atomes. Il s'agit d'un nombre entier non nul, c'est-à-dire vérifiant n ≥ 1. Chaque nombre n est associé à une couche électronique dans l'atome : couche K pour n = 1, couche L pour n = 2, couche M pour n = 3, etc. La distance moyenne de l'électron au noyau atomique croît en fonction de n : la couche K est ainsi la plus profonde dans l'atome, et les autres couches s'organisent de manière concentrique autour du noyau. Les couches électroniques extérieures, pour n élevé, sont les moins liées au noyau.
Le nombre quantique principal a été initialement introduit dans le cadre du modèle de Bohr de l'atome d'hydrogène afin d'expliquer les transitions électroniques entre niveaux d'énergie responsables du spectre de l'atome d'hydrogène. Sa signification s'est affinée par la suite avec le développement de la théorie des quanta, puis de la mécanique quantique, qui introduisirent d'autres nombres quantiques.
Le modèle de Bohr permet de calculer des niveaux d'énergie En associés aux différentes valeurs du nombre quantique principal n :
En = h c R∞ / n2 ≈ 13,6 eV / n2,
où h est la constante de Planck, c est la vitesse de la lumière dans le vide, et R∞ est la constante de Rydberg.